# Европейски съд
Европейският съд (на английски: Court of Justice), накратко Съдът, е една от общо трите юрисдикции на Съда на Европейския съюз – върховен съд на Европейския съюз по отношение на европейското право. Създаден е през 1952 г. и седалището му е в град Люксембург. Ролята на Европейския съд е да гарантира, че правото на ЕС се тълкува и прилага по еднакъв начин във всички страни членки, като разрешава правни спорове между институции на ЕС и национални правителства.

## Състав

### Съдии
Съдът се състои от 27 съдии, които се подпомагат от единадесет генерални адвокати. Съдиите и генералните адвокати се назначават по общо съгласие на правителствата на държавите членки, след като е направена консултация с комитет, който дава становище за възможностите на кандидатите да упражняват възложените им функции. Длъжността е за срок от шест години, като е възможно подновяването ѝ. Избират се личности, чиято независимост е извън съмнение, отговарят на изискванията за заемане на най-високите съдебни длъжности в съответните страни и са с призната юридическа компетентност.
Председателят и заместник-председателят на Съда се избират от състава на съдиите за срок от три години. Функциите на председателя са да ръководи работата на Съда, да председателства съдебните заседания.

### Генерални адвокати
Работата на генералните адвокати е да подпомагат работата на Съда, като представят безпристрастно правно становище (заключение) за делата, по които работят.
Шест от общо единадесетте генерални адвокати са номинирани по право от шестте големи страни – членки на Европейския съюз: Германия, Франция, Обединеното кралство, Италия, Испания и Полша. Останалите три позиции са на ротационен принцип по азбучен ред между останалите 22 по-малки страни-членки.

### Заседания
Съдът може да заседава в пленум, като голям състав от 15 съдии или в състави от трима или петима съдии. Съдът заседава в пленарно заседание, но за определени подготвителни задачи или определени групи от правни материи. Може да назначи специални колегии от по трима, петима или седем съдии.
Съдът заседава в пленум винаги, когато държава членка или институция на Европейския съюз, която е страна по делото, го е поискала. Решенията на Съда са действителни само ако в разискванията по делото са участвали нечетен брой съдии. Когато Съдът заседава в пленум, решенията му са действителни, ако в заседанието са участвали девет съдии. Кворумът за заседанията на колегиите е трима съдии (при тричленни и петчленни колегии) и петима съдии (при седемчленна колегия). Държавите членки и институциите на Европейския съюз се представляват пред Съда от представител, назначен за всяко конкретно дело. Представителят от своя страна може да бъде подпомаган от съветник или правоспособен адвокат. Всички други страни в процеса се представляват от правоспособен адвокат (или университетски преподавател, ако законодателството на съответната държава членка го допуска).
Големият състав заседава при искане на институция или държава членка, която се води страна по спора или в случаите на особено важни дела. Състави от петима или трима съдии разглеждат другите дела.

## Правомощия
Отговорност на Европейския Съд е да гарантира спазването на правото при тълкуването и прилагането на договорите на Европейския съюз и на разпоредбите, установени от компетентните институции на съюза. За да може да изпълнява тази задача, Съдът е компетентен да разглежда различни видове дейности. Наред с другите компетенции на Съда, може да се произнесе по исканията за отмяна или действия за установяване на неправомерно бездействие, подадени от държава членка или институция, действия срещу държавите членки за установяване на неизпълнение на задължения, справки за преюдициално запитване и жалби срещу решения на Първоинстанционния съд.

## Видове производства
−Производство по постановяване на преюдициално заключение
−Иск за установяване на неизпълнение на задължения
−Жалба за отмяна
−Иска за установяване на неправомерно бездействие
−Обжалване
−Преразглеждане

### Емблематични решения
С течение на времето Съдът разработва две основни правила, върху които почива правният ред на Съюза: непосредствено действие и върховенство. В своята практика (с Решение по дело Van Gend & Loos от 1963 г.) Съдът е въвел принципа на непосредственото действие на общностното право в държавите членки. То дава възможност на европейските граждани да се позовават пряко на общностните разпоредби пред техните национални юрисдикции.